# ألبرت إس. داغوستينو
ألبرت إس. داغوستينو (بالإنجليزية: Albert S. D'Agostino)‏ هو مصمم إنتاجي أمريكي، ولد في 27 ديسمبر 1892 في نيويورك في الولايات المتحدة، وتوفي في 14 مارس 1970 في لوس أنجلوس في الولايات المتحدة.

## وصلات خارجية
- ألبرت إس. داغوستينو على موقع IMDb (الإنجليزية)
- ألبرت إس. داغوستينو على موقع أول موفي (الإنجليزية)
- ألبرت إس. داغوستينو على موقع قاعدة بيانات الفيلم (الإنجليزية)